# San José de la Montaña, Valle de Santiago
San José de la Montaña är en ort i Mexiko.   Den ligger i kommunen Valle de Santiago och delstaten Guanajuato, i den centrala delen av landet, 260 km väster om huvudstaden Mexico City. San José de la Montaña ligger 1 706 meter över havet och antalet invånare är 421.
Terrängen runt San José de la Montaña är kuperad söderut, men norrut är den platt. Runt San José de la Montaña är det ganska tätbefolkat, med 108 invånare per kvadratkilometer. Närmaste större samhälle är Abasolo, 15,5 km nordväst om San José de la Montaña. I omgivningarna runt San José de la Montaña växer huvudsakligen savannskog.